# Norges herrlandslag i innebandy
Norges herrlandslag i innebandy representerar Norge i innebandy på herrsidan. Laget spelade sin första landskamp den 21 februari 1992 i Godby, och åkte på stryk mot Finland med 2-12. Norge blev då Jordens fjärde stat att ha ett innebandylandslag, bara Sverige, Finland och Schweiz var före. Norges herrar har som bäst blivit trea vid herrarnas världsmästerskap, vilket skedde 1996 i Sverige.